# Ceiba allenii
Ceiba allenii là một loài thực vật có hoa trong họ Cẩm quỳ. Loài này được Woodson mô tả khoa học đầu tiên năm 1942.